# Крос (фільм)
«Крос» — короткометражний 15-хвилинний фільм української режисерки Марини Вроди, який виборов «Золоту пальмову гілку» на Каннському кінофестивалі у номінації короткометражок у 2011 року. Прем'єра стрічи відбулася 21 травня 2011 року.

## Інформація

### Про фільм
«Крос» був один з 9-ти фільмів, які потрапили до остаточного кінцевого списку кандидатів на першість. Всього на кінофестиваль у дану категорію було подано понад 1500 робіт з різних країн світу. За визначенням самої Марини, «Крос» — це спогади автора про уроки з фізкультури, а разом з цим і привід подумати: а куди біжить Україна? Також стрічку слід сприймати метафорично.
«Це — сучасний фільм. Діти біжать крос. Я так само його бігала в школі, потім в інституті, а зараз я розповідаю, як ми його бігли і як всі ще бігтимуть. Така якась поетична штука. Її важко перекладати. Тобто є якісь внутрішні рухи, є зовнішні. І цей стик мені дуже подобався. Було дуже цікаво, коли ти можеш, використовуючи конкретні образи, створювати абстрактний», — говорить Марина Врода.
Ця стрічка — спільний проект України та Франції. Зйомки проходили у вересні 2010 р., і тривали приблизно тиждень. Були залучені лише непрофесійні актори, що дозволили вкластися у 3,5 тисячі євро. Вчительку фізкультури грала справжня шкільна вчителька, а подруга режисерки з дитячих років була асистентом з відбору акторів і також вона готували їсти дітям. Половину суми для створення стрічки режисер надала з власної кишені.
«На короткий метр грошей багато не потрібно, я так думаю, якщо ти не знімаєш пародію на блокбастер, „Аватар“ або „Зоряні війни“. Тобто в моїй конкретній ситуації було дуже важливим, що команда зібралася і це зробила. З фінансування було все дуже просто. Ми склалися по кілька тисяч. Це було не більше 3,5 тисяч євро на весь фільм», — сказала Марина Врода.

### У ролях
- Єгор Агарков
- Валерія Богданова
- Олександр Коваль
- Марія Содоль
- Юлія Тригубенко
- Анастасія Дунаєва
- Марія Ткаченко
- Олександр Зозуля

### Знімальна команда
- Режисер — Марина Врода
- Сценарій — Марина Врода
- Оператор — Володимир Іванов

### Цікаві факти
Це друга українська короткометражка, яка здобула «Золоту пальмову гілку». Першою була «Подорожні» Ігоря Стрембіцького у 2005 році.